# Palau de Çırağan
El palau de Çırağan (en turc: Çırağan Sarayı), fou un palau otomà actualment reconvertit en un hotel de cinc estrelles de la cadena d'hotels Kempinski. Està situat a la riba europea del Bòsfor entre Beşiktaş i Ortaköy a Istanbul, Turquia.